# Championnat de Nouvelle-Zélande de hockey sur glace
La New Zealand Ice Hockey League est la ligue de hockey sur glace de Nouvelle-Zélande.

## Équipes
- Auckland Mako
- West Auckland Admirals
- Botany Swarm
- Canterbury Red Devils
- Skycity Stampede
- Dunedin Thunder

## Champions
| Saison | Champion              | Finaliste              | Score         | Lieu de la finale        |
| ------ | --------------------- | ---------------------- | ------------- | ------------------------ |
| 2005   | Southern Stampede     | West Auckland Admirals | 2-1, 6-3      | Dunedin                  |
| 2006   | Southern Stampede     | South Auckland Swarm   | 3-3, 5-4      | Botany Downs             |
| 2007   | Botany Swarm          | Canterbury Red Devils  | 7-0           | Christchurch             |
| 2008   | Botany Swarm          | Canterbury Red Devils  | 3-2           | Christchurch             |
| 2009   | Canterbury Red Devils | Southern Stampede      | 5-4           | Christchurch             |
| 2010   | Botany Swarm          | West Auckland Admirals | 3-1           | Botany Downs             |
| 2011   | Botany Swarm          | Southern Stampede      | 5-3           | Botany Downs             |
| 2012   | Canterbury Red Devils | Southern Stampede      | 6-5 (TF)      | Queenstown               |
| 2013   | Canterbury Red Devils | Dunedin Thunder        | 7-3           | Dunedin                  |
| 2014   | Canterbury Red Devils | Dunedin Thunder        | 4-3, 14-6     | Dunedin, Christchurch    |
| 2015   | Southern Stampede     | Canterbury Red Devils  | 3-5, 4-3, 4-3 | Christchurch, Queenstown |
| 2016   | Southern Stampede     | Canterbury Red Devils  | 6-2, 7-1      | Christchurch, Queenstown |